# Masacre en Calgary de 2014
La masacre en Calgary de 2014 fue un incidente el 15 de abril de 2014, cinco estudiantes universitarios fueron apuñalados hasta la muerte durante una fiesta en una casa en el barrio de Brentwood de Calgary, Alberta, Canadá. El ataque se produjo a varias cuadras de distancia del campus de la Universidad de Calgary, y la fiesta se llevó a cabo para conmemorar el final de su año escolar. Fue el acto más mortal de asesinato en masa que alguna vez haya ocurrido en la historia de Calgary. La policía arrestó a Matthew de Grood en relación con la masacre.

## Detalles
El ataque ocurrió a la 1:20 de la mañana en una casa en Butler Crescent, donde una treintena de personas estuvieron presentes en la fiesta. El agresor - quien era un invitado - cometió los ataques poco después de llegar a la fiesta. Obtuvo un gran cuchillo en la casa y apuñaló a las víctimas de forma metódica. Cada víctima fue apuñalada varias veces. El atacante sospechoso huyó a pie, pero la policía lo detuvo 40 minutos más tarde con la ayuda de la unidad K-9.

### Víctimas
Las víctimas eran Joshua Hunter, Kaitlin Perras, Jordan Segura, Lawerence Hong y Zackariah Rathwell, que oscilaban entre los 22 y 27 años de edad. Cuatro de ellos vivían en Calgary, y uno vivía en Priddis, Alberta. Tres personas fueron declarados muertos en el lugar, y las otras dos víctimas fueron trasladadas al hospital, pero sucumbieron a sus heridas.

## Sospechoso
El sospechoso es Matthew de Grood, de 23 años de edad, quien asistió a la Universidad de Calgary. Ha sido acusado de cinco cargos de asesinato en primer grado. No tenía anteriores encuentros con la policía. Él es el hijo de un oficial de policía de la ciudad.